# 24 Xmas time
'24 Xmas time'(투 포 크리스마스 타임)은 일본의 여성 가수 쿠라키 마이의 30번째 CD 싱글로 2008년 11월 26일에 노던 뮤직에서 발매되었다.

## 해설
크리스마스 송이다. 랩에는 아오모리현 미사와시 출신의 래퍼 KEN-RYW가 참가.
싱글반은 초회반과 통상반의 2형태로 발매되고 있으며, 각각 자켓이 다르다. 초회반에는 '24 Xmas time'의 뮤직비디오가 DVD에 수록되어있다. 통상반에는 '24 Xmas time'의 리믹스판을 수록. 선착 특전으로 B3 사이즈의 포스터가 수록되었다.
발매에 맞춰서 다이바 메모리얼 트리 점화식이나, 유니버설 스튜디오 재팬 등에서 스페셜 라이브를 행하였다.
악곡은 아래의 미디어에서 사용되고 있다.
- TBS계 버라이어티 "사랑하는 허니커밍!" 11월 엔딩 테마
- music.jp CM 송
- 다이바 메모리얼 트리 이미지 송
- 아오모리 TV "오샤베리 하우스" 12월 엔딩 테마

## 싱글 수록곡
1. 24 Xmas time (4:17)
  - 작사: 쿠라키 마이, 작곡: All The Rage, 편곡: All The Rage, JJ, Carlos H
2. All I want (5:01)
  - 작사: 쿠라키 마이, 작곡: 유해준, 편곡: 유해준, 이케다 다이스케
3. 24 Xmas time (Grinch remix) (5:38)
  - 작사: 쿠라키 마이, 작곡: All The Rage, 편곡: All The Rage, JJ, Carlos H

통상반에만 수록
4. 24 Xmas time (instrumental)
5. All I want (instrumental)